# Bronquio
Un bronquio se encuentra en el aparato respiratorio y es uno de los conductos tubulares fibrocartilaginosos en que se bifurca la tráquea a la altura de la IV vértebra torácica, y que entran en el parénquima pulmonar, conduciendo el aire desde la tráquea a los bronquios y estos a los bronquiolos y luego a los alveolos pulmonares. Los bronquios son tubos con ramificaciones progresivas arboriformes (25 divisiones en el ser humano) y diámetro decreciente, cuya pared está formada por cartílagos y capas musculares, elásticas y de mucosa. Al disminuir el diámetro pierden los cartílagos, adelgazando las capas muscular y elástica. Separa el aire inhalado a los pulmones para ser utilizado.
Los bronquios son la entrada a los pulmones. Se dividen en dos, el derecho y el izquierdo; el derecho cuenta con tres ramas mientras que el izquierdo con dos.

## Ramificaciones
Cada bronquio se dirige asimétricamente hacia el lado derecho e izquierdo formando los bronquios respectivos de cada lado. El bronquio derecho es más corto (2-3 cm) y ancho que el bronquio izquierdo (3-5 cm). El bronquio derecho penetra en el pulmón de manera más vertical, mientras que el bronquio izquierdo entra en su respectivo pulmón más horizontalmente. El número de cartílagos del bronquio derecho es de 6-8 y los del bronquio izquierdo de 9-12. El bronquio derecho se divide progresivamente en tres ramas(lóbulo) de menor calibre (superior, medio e inferior) y el bronquio izquierdo se divide en dos (superior e inferior).

## Epitelio bronquial
Continuando la histología de la tráquea, los bronquios están internamente recubiertos por epitelio cilíndrico Pseudoestratificado ciliado. Los cilios tienen una longitud de 5-7 μm habiendo unos 200 por cada célula ciliada. Los cilios mueven sustancias invasoras de manera sincronizada y se mueven a una velocidad de entre 1000 a 1500 veces por minuto desplazando el contenido de la luz de 1-2 milímetro/minuto.

## Enfermedades
- Bronquitis: Produce dificultad en la entrada y salida del aire de los pulmones ya que se inflaman el recubrimiento de estos. Se puede controlar tomando fármacos y se le conoce como broncodilatadores. La bronquitis crónica es producida mayormente por el tabaquismo.
- La mayoría de enfermedades es producida por la contaminación ambiental.